# Florenci Salesas Pla
Florenci Salesas (Sitges, 1962) és un artista multidisciplinari català que ha conreat el dibuix animat, la il·lustració, la música electrònica, la literatura, i la divulgació del cinema mut, entre altres activitats. La seva obra té tendències eclèctiques i minimalistes.

## Biografia
Florenci Salesas Pla va entrar en el món del dibuix animat el 1986, passant per diversos estudis, fins que entre el 1990 i el 2006 va col·laborar amb el productor Sergi Càmara, amb qui va poder realitzar les seves pròpies creacions. A principis dels anys vuitanta del segle XX es va iniciar en l'experimentació electrònica amb sintetitzadors i altres mitjans analògics. Amb l'arribada del segle XXI es va dedicar amb més intensitat a la música, arribant a crear Motor Combo, amb Eli Gras i actualment formar part de Lubianka. Des del 2011 manté una estreta col·laboració, tant literàriament com musical, amb la seva parella, la poeta Cèlia Sànchez-Mústich.

## Dibuix animat i il·lustració
L'activitat plástica de Florenci Salesas s'ha desenvolupat principalment dins el món de la il·lustració per a llibres de contes, didàctics i de text i la creació de nombrosos cartells. El seu estil gràfic està influït per Johnny Hart, Brétecher, el minimalisme de Coll, Tex Avery, Bruno Bozzetto i la línia clara francobelga, amb una comicitat absurda que beu de l’humor clàssic anglès i del slapstick del cinema mut, sobretot de Buster Keaton.
En el camp del dibuix animat, Florenci Salesas va idear, escriure i dirigir el curtmetratge Quins veïns! (1991) i la sèrie Attrezzo (1997), de 208 gags muts en la línia slapstick surrealista més clàssica, de 15", produïdes per Sergi Càmara.

## Música
Florenci Salesas va iniciar-se en la creació de música amb sintetitzadors, Influït pel krautrock i els sons ambientals amb el músic avantguardista belga Alain Wergifosse. El 1982 va crear el grup experimental Etnia, amb Wergifosse, Eli Gras i Juzz Ubach. El 2002, La Olla Exprés va publicar el seu primer treball Músiques Fredes, que recull gravacions del 1991, creades a partir d'overdubs amb un únic sintetitzador Korg MS20. En solitari, Florenci Salesas ha gravat quatre CD de llarga durada, en els quals empra instruments electrònics i acústics, indistintament. El 2002 va formar els primers Motor Combo, amb Eli Gras i Raúl Hidalgo. Ja com a duet amb Eli Gras, Motor Combo va publicar dos CD, presentats amb una gira europea. Des del 2017 és teclista del grup de rock psicodèlic Lubianka, amb el qual ha gravat els vinils LP 4.0 (2020) i Radio India (2021). També col·labora amb la poeta i músic Cèlia Sànchez-Mústich, com a acompanyant de les seves lectures i en composicions conjuntes.
A part de Cèlia Sànchez-Mústich, Florenci Salesas ha col·laborat amb poetes com Màrius Sampere, Vinyet Panyella, August Bover, Joan Duran, Montse Vergés, Jordi Solà Coll, Àngel Carbonell, Mireia Vidal-Conte o Sil Bel Fransi i músics com Jaume Pla (Mazoni) i Roman Daniel (Mans O), Ramon Faura, Xavier Tàssies, Juan Crek, Hans Joachim-Roedelius, Francesc D. Melis, Sílvia Comes o Joan Raven.

## Llibres, divulgació del cinema mut i altres activitats
A més dels llibres didàctics i de ficció, Florenci Salesas s'ha dedicat a l'estudi i la divulgació del cinema mut, acompanyant al piano clàssics de Murnau, Fritz Lang, René Clair, Buster Keaton o Harold Lloyd, entre d'altres, i amb articles especialitzats per a Lletres Bàrbares o Quadern de les idees i en conferències i cursos. Des del 2021 participa com a pianista en l'espectacle didàctic per a les escoles El sorollós cinema mut, creat pel músic Joan Pinós.

## Obra

### Discs en Solitari
- 2002: Músiques fredes. Barcelona: La Olla Expréss.
- 2013: Tanoca. La Olla Expréss (Barcelona).
- 2016: La teoria dels forats blancs..[18][19] La Olla Expréss (Barcelona).
- 2018: Rèquiem Tinitus.[20] Santa Barra (Sitges).

### Discs amb Motor Combo
- 2003: El avión (Single) La Olla Expréss (Barcelona).
- 2012: Polo[21] (CD). La Olla Expréss (Barcelona).

### Discs amb Lubianka
- 2020: 4.0 (LP). Krakatoa Records (Barcelona).
- 2021: Radio India (LP). Tonzonen (Krefeld).

### Llibres de ficció (en català)
- 2009: Èquili quà! [22] La Olla Expréss (Barcelona).
- 2016: Matar ningú.[23] 3i4 (València).

### Biografies (en castellà)
- 2006: Los hermanos Lumière, una vida de película.[24] Nivola (Madrid).
- 2007: Monturiol y su submarino.[25] Nivola (Madrid).
- 2008: Buster Keaton, el cara de palo.[26] Nivola (Madrid).
- 2008: Fidias y el Partenón.[27] Madrid: Nivola.
- 2009: Hillary y Tanzing, los heroes del Everest.[28] Nivola (Madrid).
- 2009: Hipatia la maestra.[29] Nivola (Madrid).
- 2010: Pasteur y sus vacunas.[30] Nivola (Madrid)